# Струэр (коммуна)
Струэр (дат. Struer Kommune) — датская коммуна в составе области Центральная Ютландия. Площадь — 250,84 км², что составляет 0,58 % от площади Дании без Гренландии и Фарерских островов. Численность населения на 1 января 2008 года — 22672 чел. (мужчины — 11481, женщины — 11191; иностранные граждане — 813).

## История
Коммуна была образована в 2007 году из следующих коммун:
- Струэр (Struer)
- Тюхольм (Thyholm)

## Изображения

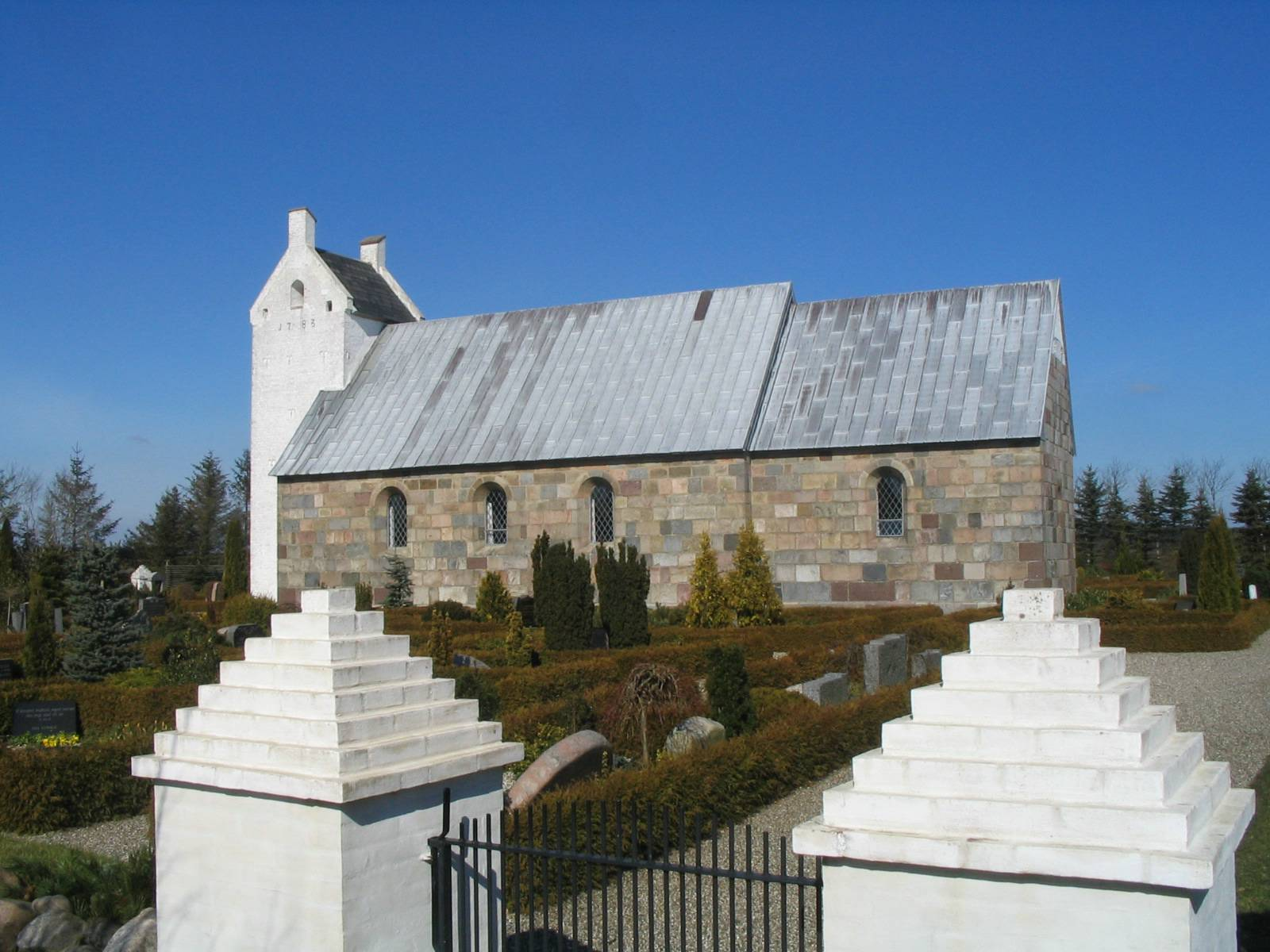

## Железнодорожные станции
- Йерм (Hjerm)
- Хумлум (Humlum)
- Видбьерг (Hvidbjerg)
- Люнгс (Lyngs)
- Оддесунн Нор (Oddesund Nord)
- Струэр (Struer)
- Углев (Uglev)